# Simpang Bayat
Simpang Bayat is een bestuurslaag in het regentschap Musi Banyuasin van de provincie Zuid-Sumatra, Indonesië. Simpang Bayat telt 2258 inwoners (volkstelling 2010).